# Harry Kuhn
Harry Kuhn (* 4. Juli 1900 in Leipzig; † 14. Mai 1973 in Berlin) war ein deutscher KPD-Funktionär und Widerstandskämpfer gegen das NS-Regime. Er war von 1949 bis 1951 Generalsekretär der Vereinigung der Verfolgten des Naziregimes.

## Leben
Harry Kuhn wurde als Sohn einer Schneiderfamilie geboren. Nach dem Besuch der Volksschule machte er bis 1919 eine Ausbildung zum Schneider, anschließend war er bis 1921 in diesem Beruf tätig. Bereits 1915 schloss er sich der SAJ sowie der Schneidergewerkschaft an. Im Oktober 1918 gehörte er zu den Mitbegründern der Freien Sozialistischen Jugend, die 1920 in Kommunistischer Jugendverband Deutschlands (KJVD) umbenannt wurde. Von 1921/22 war er  Sekretär des KJVD-Bezirks Halle-Merseburg, von 1922 bis 1924 Sekretär des ZK des KJVD. 1923 wurde er Mitglied der KPD. 1924 hielt er sich für längere Zeit in der Sowjetunion und in England auf. Nach seiner Rückkehr nach Deutschland war er zwischen 1924 und 1926 erneut als Schneider in Leipzig tätig.
1927 war er Redaktionsvolontär bei der kommunistischen Hamburger Volkszeitung, später Redakteur der Arbeiterstimme in Hannover. Von 1927 bis 1929 war er schließlich Redakteur und Instrukteur im Pressedienst des ZK der KPD. Kuhn galt ab 1929 als Anhänger der Versöhnlergruppe. Zwischen 1929 und 1931 war er arbeitslos, anschließend Buchhändler in Frankfurt am Main. Von 1931 bis 1933 dann erneut als Redakteur tätig, diesmal für die kommunistische Arbeiter-Zeitung in Frankfurt am Main. 
Nach der Machtergreifung durch die Nationalsozialisten 1933 betätigte sich Kuhn weiterhin illegal für die KPD. Ab 1933 war er Organisationsleiter des KPD-Unterbezirks Frankfurt (Main). Im Juni 1933 wurde er verhaftet und 1934 vom Volksgerichtshof wegen „Vorbereitung zum Hochverrat“ zu drei Jahren Zuchthaus verurteilt, die er in Frankfurt (Main) und im Zuchthaus Luckau verbrachte. Nach seiner Entlassung 1936 verrichtete er zunächst Aushilfsarbeiten in Berlin und war dann 1937 bis 1939 wieder als Schneider in Leipzig tätig. Da er weiterhin im kommunistischen Widerstand aktiv war, wurde er 1939 erneut verhaftet. Kuhn wurde ins KZ Buchenwald verbracht und war dort bis 1945 inhaftiert und gehörte ab 1943 dem illegalen Internationalen Lagerkomitee an.
Ab 1945 war er Politischer Leiter der Leipziger KPD und aktiv beim Neuaufbau der Stadtverwaltung involviert. Von 1945 bis 1948 war der Mitarbeiter der Deutschen Verwaltung für Arbeit und Sozialfürsorge als Leiter der Abteilung Arbeit an den Massen, Information und Schulung. Nach einem Studium an der Parteihochschule der SED (1948/49) war er bis 1951 Generalsekretär der Vereinigung der Verfolgten des Naziregimes (VVN). 1951 wurde ihm in einem Untersuchungsbericht der Zentralen Parteikontrollkommission (ZPKK) vorgeworfen, er leiste keine  kollektive Arbeit und er sei nachlässig gegenüber „Parteifeinden“ und „Trotzkisten“. Da man ihn aufgrund seines hohen Renommees im Zusammenhang mit Buchenwald nicht öffentlich anklagen wollte, wurde er im Frühjahr durch Fritz Beyling als Generalsekretär der VVN abgelöst.

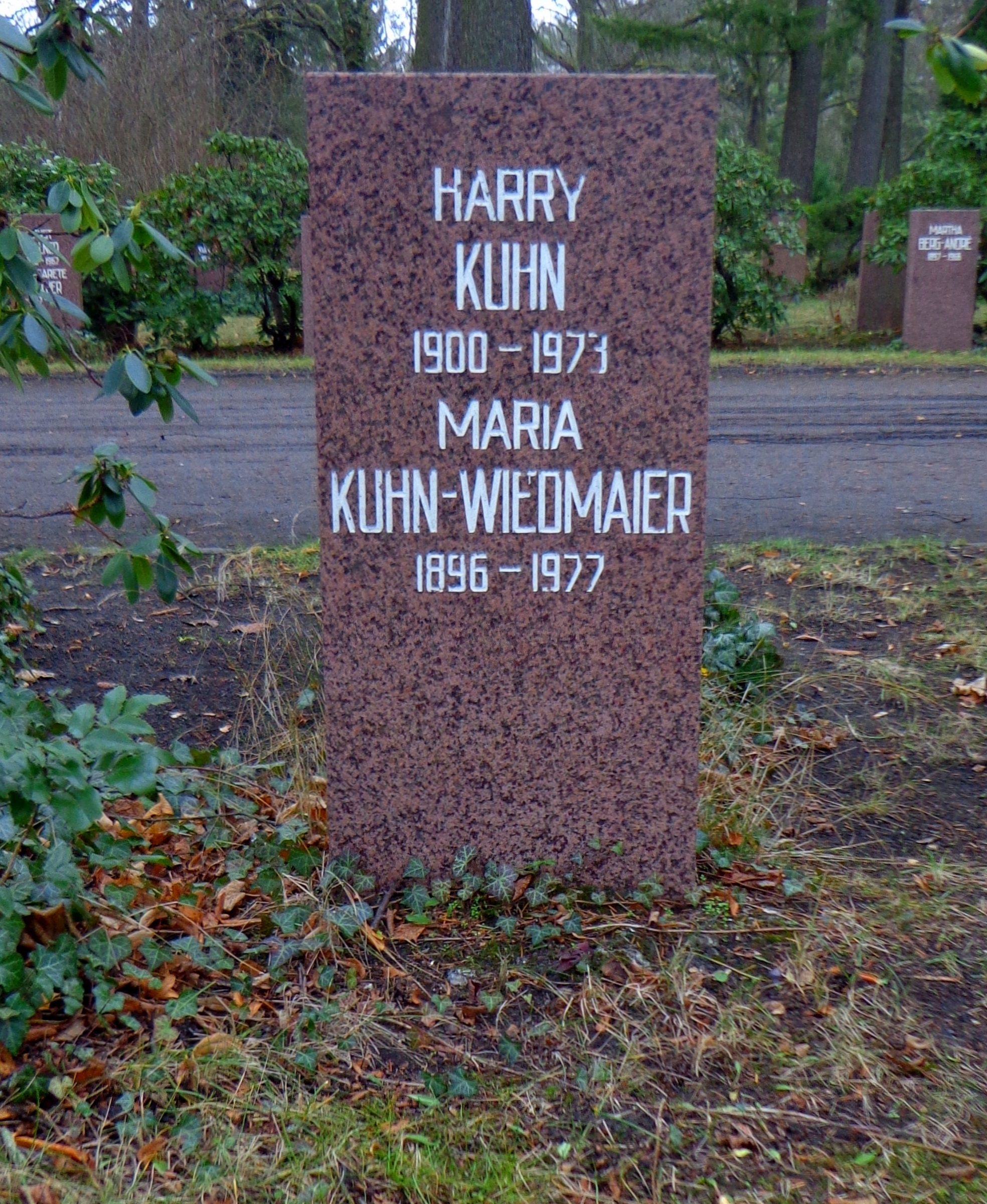
Grabstätte

Von 1951 bis 1953 war er Redakteur in der Sozialversicherung und dort mit dem Aufbau des Referats Presse und Information betraut. Von 1953 bis 1962 war er Sekretär und Abteilungsleiter für nationale und internationale Arbeit im Zentralvorstand der Gewerkschaft Wissenschaft. Von 1963 bis 1971 arbeitete Kuhn im Ministerium für Auswärtige Angelegenheiten der DDR und war dort Chefredakteur der Zeitschrift Außenpolitische Korrespondenz. 
Seine Urne wurde in der Grabanlage Pergolenweg des Berliner Zentralfriedhofs Friedrichsfelde beigesetzt. Verheiratet war er mit Maria Wiedmaier. Ihre Tochter Sonja heiratete den kommunistischen Widerstandskämpfer Hermann Axen.

## Ehrungen
- Vaterländischer Verdienstorden in Silber (1957)[3]
- Karl-Marx-Orden (1970)
- Die Militärtechnische Schule der Luftstreitkräfte/Luftverteidigung „Harry Kuhn“, die Unteroffiziersschule (VIII) der Luftstreitkräfte der Nationalen Volksarmee in Bad Düben, wurde 1975 nach Harry Kuhn benannt.